# Mataeomera mesotaenia
Espèce
Synonymes
- Catoblemma mesotaenia Turner, 1929[1]

Mataeomera mesotaenia est une espèce d'insectes lépidoptères (papillons) de la famille des Noctuidae que l'on trouve en Australie.

## Description
Mataeomera mesotaenia a une envergure de 40 mm environ.

## Galerie

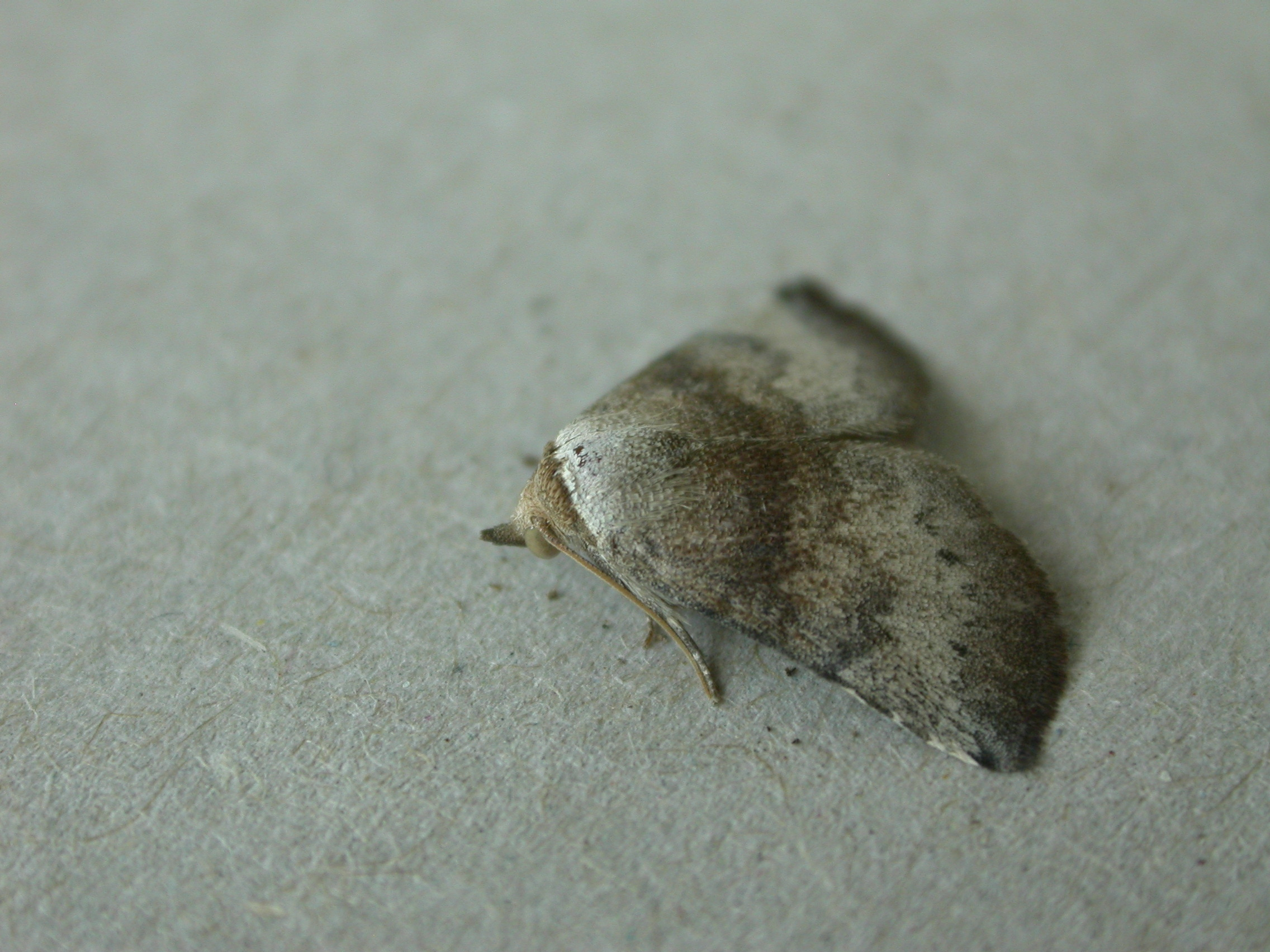